# Sketches for My Sweetheart the Drunk
Sketches for My Sweetheart the Drunk studijski je album američkog glazbenika Jeffa Buckleya, koji postumno izlazi u svibnju 1998.g. Album sadrži kolekciju obrađenih skladbi i pet demoskladbi koje je još za života snimio Buckley (preminuo 29. svibnja 1997.). Buckley je materijal za album radio u ljeto 1996. i rane 1997. sve do svog odlaska na rijeku gdje je tragično završio. Kako je bio zadovoljan s pojedinom snimkom prelazio je raditi na drugu, pa je tako mnogo skladbi ostalo ne završenima. Stoga skladbe "My Sweetheart" i "the Drunk", nikada nisu završene.
Radni naziv albuma bio je "My Sweetheart the Drunk", kojeg je Buckley koristio za vrijeme pisanja skladbi i snimanja albuma. Kada bi album bio gotov posveto bi ga svojoj majci Mary Guibert i njezinom izvornom prezimenu Sketches (for My Sweetheart the Drunk), jer Buckley nije završio sa snimanjem i da je materijal ostao u radnoj verziji, ipak je u naziv dodano "sketch", kako je Jeff i želio da bude kada bi kompletirao materijal.

## Popis pjesama
- Disk prvi

1. "The Sky Is a Landfill" (Jeff Buckley, Michael Tighe) – 5:09
2. "Everybody Here Wants You" (Jeff Buckley) – 4:46
3. "Opened Once" (Jeff Buckley) – 3:29
4. "Nightmares by the Sea" (Jeff Buckley) – 3:53
5. "Yard of Blonde Girls" (Audrey Clark, Lori Kramer, Inger Lorre) – 4:07
6. "Witches' Rave" (Jeff Buckley)– 4:40
7. "New Year's Prayer" (Jeff Buckley) – 4:40
8. "Morning Theft" (Jeff Buckley)– 3:39
9. "Vancouver" (Jeff Buckley, Mick Grondahl, Michael Tighe) – 3:12
10. "You and I" (Jeff Buckley) – 5:39

- Disk drugi

1. "Nightmares by the Sea" (remix) – 3:49
2. "New Year's Prayer" (remix) – 4:10
3. "Haven't You Heard" (Jeff Buckley) – 4:07
4. "I Know We Could Be So Happy Baby (If We Wanted to Be)" (Jeff Buckley) – 4:27
5. "Murder Suicide Meteor Slave" (Jeff Buckley) – 5:55
6. "Back in N.Y.C." (Tony Banks, Phil Collins, Peter Gabriel, Steve Hackett, Mike Rutherford) – 7:37
7. "Demon John" (Jeff Buckley, Michael Tighe) – 5:13
8. "Your Flesh Is So Nice" (Jeff Buckley) – 3:37
9. "Jewel Box" (Jeff Buckley) – 3:37
10. "Satisfied Mind" (Red Hayes, Jack Rhodes) – 6:00

- Na internacionalnom izdanju (ne za SAD) na Disku 2 dodana je bonus skladba "Gunshot Glitter" (Jeff Buckley) na mjesto broj 7, pa čitav popis sadrži 21 skladbu.
- Na Japanskom izdanju na Disku 2 dodana je bonus skladba "Thousand Fold" (Jeff Buckley) na mjesto broj 11, pa čitav popis sadrži 22 skladbe.[1]

## Izvođači
- Jeff Buckley - gitara, vokal
- Michael Tighe - gitara
- Mick Grondahl - bas-gitara
- Eric Eidel - bubnjevi
- Parker Kindred - bubnjevi
- Benjamin Goldstein - ?
- Chris Theodore - ?
- Producenti: Nicholas Hill, Tom Verlaine
- Projekcija: Jeff Buckley, Michael J. Clouse, Ray Martin, Irene Trudel
- Asistenti projekcije: Jim Caruana, Joe Lizzi, David Seitz
- Mix: Tom Cadley, Michael J. Clouse, Mary Guibert, Tom Verlaine, Andy Wallace
- Asistenti mixa: Steve Sisco
- Direktor slike: Nicky Lindeman, Gail Marowitz
- Dizajn: Nicky Lindeman, Gail Marowitz
- Fotografija: Merri Cyr
- Zabilješke: Bill Flanagan, Mary Guibert

## Top lista
Albumi - Billboard (Sjeverna Amerika)
| Godina | Top lista         | Mjesto |
| ------ | ----------------- | ------ |
| 1998.  | The Billboard 200 | 64     |